# Marija Rasputina
Marija Grigorjewna Rasputina (ros. Мария Григорьевна Распутина, ur. 15 marca?/27 marca 1898 we wsi Pokrowskoje, zm. 27 września 1977 w Los Angeles) – artystka cyrkowa i kabaretowa, córka Grigorija Rasputina i Praskowii Dubrowiny.

## Życiorys
Urodziła się we wsi Pokrowskoje, w rodzinie chłopskiej. W dzieciństwie przeniosła się wraz z rodzicami do Petersburga. Wtedy też zmieniła imię z Matriona na Marija. Do 1916 mieszkała wraz z ojcem i siostrą Warwarą w małym mieszkaniu w Petersburgu. Po śmierci ojca, w październiku 1917 poślubiła Borysa Sołowjowa, jednego z admiratorów Rasputina. Sołowjow próbował kontynuować jego dzieło, interesował się hipnozą i organizował seanse spirytystyczne, w czasie których przywoływał ducha Rasputina. Przez kilka miesięcy małżeństwo mieszkało w rodzinnej wsi Rasputinów – Pokrowskoje. Po rewolucji październikowej Sołowjow otrzymał od byłego cesarza Mikołaja II klejnoty, za które miał zorganizować ucieczkę rodziny cesarskiej z Jekaterynburga, ale środki otrzymane ze sprzedaży przeznaczył na własne potrzeby.
W 1918 Rasputina wraz z Sołowjowem wyjechała do Bukaresztu, gdzie występowała jako tancerka kabaretowa. Wkrótce para przeniosła się do Paryża, gdzie Sołowjow znalazł zatrudnienie w fabryce samochodów. Kiedy zmarł w 1926, Marija została sama z dwiema córkami (Mariją i Tatjaną) i podjęła pracę guwernantki. Po opublikowaniu pamiętników Feliksa Jusupowa, w których opisał zabójstwo Rasputina, Marija wystąpiła na drogę sądową domagając się wysokiego odszkodowania za śmierć ojca. Sąd paryski oddalił sprawę, uznając że nie może rozstrzygać w kwestii mordu politycznego, popełnionego na terytorium Rosji.
Porzuciwszy pracę guwernantki pracowała w kabarecie, a także w cyrku Ringling Brothers, jako pogromczyni lwów. W 1937 o jej występie w Madison Square Garden informował The New York Times, określając Rasputinę jako „córkę szalonego mnicha o światowej sławie, zaufanego ostatniego cara Rosji”. Po występach cyrku w Miami porzuciła tę pracę i znalazła zatrudnienie jako nitowaczka w stoczni, pracującej na potrzeby wojska. W 1940 wyszła za mąż za Grigorija Biernadskiego, a w 1945 uzyskała obywatelstwo amerykańskie. W 1955 przeszła na emeryturę. Ostatnie lata życia spędziła w Los Angeles. Zmarła na atak serca.

## Dzieła
W 1932 ukazał się pierwszy z trzech tomów wspomnień Rasputin, My Father, które Rasputina poświęciła swojemu ojcu. Była też autorką książki kucharskiej, w której znalazł się m.in. przepis na zupę z dorsza, ulubione danie Rasputina.

## Postać Marii Rasputiny w kulturze
Obraz ostatniego okresu życia Marii przedstawia dramat Ja, córka Rasputina Rafaela Akopdżaniana.